# عنکبوت آهنی
عنکبوت آهنی یک پیرا اسکلت برقی تخیلی است که توسط چندین شخصیت در مارول کامیکس استفاده شده‌است.

## تاریخچه انتشار
زره عنکبوت آهنی اولین بار در مرد عنکبوتی شگفت‌انگیز شماره ۵۲۹ ظاهر شد و توسط جو کسادا بر اساس طرحی از کریس باچالو طراحی شد.
پیتر پارکر این لباس طلایی و قرمز را به عنوان لباس رسمی مرد عنکبوتی می‌پوشید تا اینکه نویسنده جی. مایکل استرازینسکی تصمیم گرفت به لباس قدیمی‌تر برگردد. این به‌طور نمادین برای نشان دادن وفاداری‌های تقسیم شده شخصیت در طول خط داستانی «جنگ داخلی» ۲۰۰۶–۲۰۰۷ استفاده شد.

## پوشندگان شناخته شده

### پیتر پارکر
پیتر پارکر این لباس را که تونی استارک برایش ساخت در جریان رویداد جنگ داخلی پوشید 

### اسکارلت اسپایدرز
لباس زره عنکبوت آهنی توسط سه کلون ژنتیکی مایکل ون پاتریک در ابتکار عمل که خود را به عنوان تیم قرمز معرفی می‌کنند و همچنین اسکارلت اسپایدرز را نیز برچسب‌گذاری کرده‌اند، کپی شده و مورد استفاده قرار گرفته‌است. مشخص نیست که تیم دارای چه قدرت‌های جدیدی است، اما نشان داده شده‌است که آن‌ها از برخی از قدرت‌های داخلی مانند دستگاه پنهان سازی، ارتباطات و والدوهایی که لباس اصلی در اختیار داشت استفاده می‌کنند. یک تغییر این است که در حال حاضر چهار والدو وجود دارد، در مقابل سه. این لباس‌ها دارای قابلیت شکل‌گیری نسخه اصلی، و همچنین شوترهای وب و قابلیت خزیدن روی دیوار هستند.

### مری جین واتسون
مری جین واتسون بعداً برای کمک به مرد عنکبوتی و مرد آهنی در مبارزه با ریجنت، زره عنکبوت آهنی را پوشید. او از تجربیات خود در لباس مرد آهنی و قدرت عنکبوتی مختصر خود که در خط داستانی جزیره عنکبوتی داشت برای کار با زره استفاده می‌کند.

### آرون دیویس
دیویس یک زره عنکبوت آهنی رنگ‌آمیزی و اصلاح‌شده خریداری می‌کند که از آن برای شکل‌دادن به تجسم خود از شش خبیث استفاده می‌کند.

### آماندوس چو
آماندوس چو نسخه‌ای از لباس را در کتاب کمیک هالک کاملاً عالی می‌پوشد.

## قدرت‌ها و توانایی‌ها
زره عنکبوت آهنی که توسط سیستمی شبیه به طراحی کلاسیک مرد آهنی تونی استارک پشتیبانی می‌شود، دارای ابزارهای زیادی است، از جمله سه بازوی عنکبوتی مکانیکی، یا «والدوز» که می‌توان از آن‌ها برای دیدن گوشه‌ها (از طریق دوربین‌های موجود در قسمت‌ها) و برای دستکاری اشیا به صورت غیر مستقیم استفاده کرد. استارک آن‌ها را بسیار ظریف توصیف می‌کند که نمی‌توان از آن در جنگ استفاده کرد، با این حال مرد عنکبوتی مدت کوتاهی بعد از آن‌ها برای شکستن حسگرهای کلاه مرد تیتانیومی استفاده می‌کند. بعداً در جریان «جنگ داخلی»، او از آن‌ها (با اکراه) در طول مبارزه خود با کاپیتان آمریکا استفاده می‌کند.
سایر ویژگی‌ها عبارتند از: قابلیت سر خوردن در مسافت کوتاه، ضد گلوله محدود، اسکنر داخلی آتش/پلیس/اورژانس، تقویت صوتی/بصری (شامل اشعه فروسرخ و فرابنفش)، دستگاه پوشاننده، فیلتر کربن برای جلوگیری از سموم موجود در هوا، و جی‌پی‌اس کوتاه برد. سیستم ارتباطی مایکروویو این توانایی تنفس در زیر آب را می‌دهد و به دلیل شکل فلز مایع «هوشمند» خود می‌تواند به اشکال مختلف تبدیل شود. همان‌طور که تونی استارک فاش کرد، همچنین در صورت عدم نیاز به دلیل واکنش به تکانه‌های عصبی می‌تواند «کم و بیش ناپدید شود». لباس جدید می‌تواند مانند دیگر سبک‌های لباس‌هایی که مرد عنکبوتی در طول سال‌ها پوشیده‌است به نظر برسد یا به لباس‌های خیابانی خود تبدیل شود. بخشی از لباس می‌تواند خود را از مرد عنکبوتی جدا کند تا جسمی را بپوشاند که برای لمس آن بسیار خطرناک است، مانند یک سیارک رادیواکتیو. تمام این ویژگی‌ها توسط یک سیستم کامپیوتری در قطعه سینه کنترل می‌شود. لباس به کنترل ذهنی پاسخ می‌دهد.
زره عنکبوت آهنی همچنین دارای یک نادیده گرفتن مخفی است که می‌تواند توسط مرد آهنی در مواقع اضطراری یا اگر مرد عنکبوتی تغییر سمت دهد، فعال شود. با این حال، پیتر از قبل از اقدامات ایمنی آگاه بود و آن را با نادیده گرفتن رمز عبور خود، سورپرایز رمز عبور، دور زده بود، که برای استارک ناشناخته بود. شاید بدتر از همه، استارک راهی را کشف کرد که به زره مرد آهنی خودش «حس عنکبوتی» مبتنی بر زره پیتر و توانایی دادن نکته انحرافی به حس مرد عنکبوتی بدهد.

## نسخه‌های دیگر
در صفحات مسابقه قهرمانان، گونه‌ای از ناتاشا رومانوف هویت عنکبوت آهنی را در یک واقعیت جایگزین ناشناخته به کار برد، جایی که مرد آهنی از گوهر واقعیت استفاده کرد تا جنگ داخلی را به نفع خود رقم بزند، جایی که بعداً رئیس‌جمهور ایالات متحده شد. او پس از فرار پیتر به سمت کاپیتان آمریکا، آن را به ارث برد و بعداً به عضویت جنگجویان داخلی درآمد.

## در رسانه‌های دیگر

### تلویزیون
- زره عنکبوت آهنی در سری انیمیشن مرد عنکبوتی نهایی ظاهر می‌شود. این نسخه شامل دافعه‌هایی بر روی کف دست‌ها و پاها است که شبیه به مرد آهنی است. در ابتدا پیتر پارکر در قسمت‌های «پرواز عنکبوت آهنی»، «اختاپوس آهنی» و «بمب زهرآلود» از آن استفاده کرد. فصل‌های بعدی زره در دستان آماندوس چو را در زیر پوشش عنکبوت آهنی به تصویر می‌کشند. علاوه بر این، اپیزود «کرگدن خشمگین» دارای گونه‌ای به نام «هالک‌باستر عنکبوت آهنی» است که توسط دکتر کرت کانرز ساخته شده‌است.
- آماندوس چو / عنکبوت آهنی در انیمیشن ویژه ابرقهرمانان لگو مارول: انتقام‌جویان دوباره جمع شدند ظاهر می‌شود.

### فیلم
زره عنکبوت آهنی در فیلم‌های لایو اکشن در دنیای سینمایی مارول به‌عنوان لباس زرهی طراحی شده توسط تونی استارک برای پیتر پارکر ظاهر می‌شود. ظاهر این نسخه ظاهری «کلاسیک» تر از کمیک‌ها دارد، با رنگ‌های قرمز تیره و آبی در سراسر، و همچنین برجسته‌های طلایی. علاوه بر این، زره از نانوفناوری استفاده می‌کند که به مرد عنکبوتی اجازه می‌دهد در ارتفاعات بالا و در جهان‌های بیگانه زنده بماند و دارای مجموعه‌ای از چهارپایه مکانیکی است که از پشت سر می‌زند.
- این اولین بار در مرد عنکبوتی: بازگشت به خانه (۲۰۱۷) ظاهر می‌شود، جایی که استارک به پارکر لباس و عضویت در انتقام‌جویان را پیشنهاد می‌کند، اگرچه پارکر هر دو را رد می‌کند.
- این زره در فیلم انتقام‌جویان: جنگ ابدیت (۲۰۱۸) بازمی‌گردد، جایی که استارک از آن برای نجات پارکر پس از سقوط از کیو-شیپ ابنی ماو و در جو زمین استفاده می‌کند. پارکر در ادامه فیلم از لباس استفاده می‌کند در حالی که به استارک، دکتر استرنج و نگهبانان کهکشان کمک می‌کند تا با تانوس مبارزه کنند تا زمانی که اکثر قهرمانان قربانی بلیپ شوند.
- زره در فیلم انتقام‌جویان: پایان بازی (۲۰۱۹) زمانی که پارکر و سایر قربانیان بلیپ زنده می‌شوند بازمی‌گردند و به نبرد انتقام‌جویان در برابر نسخه زمانی جایگزین تانوس می‌پیوندند.
- زره برای مدت کوتاهی در افتتاحیه مرد عنکبوتی: دور از خانه (۲۰۱۹) بازمی‌گردد، اگرچه پارکر آن را در خانه رها می‌کند تا روی زندگی اجتماعی خود تمرکز کند و به یک سفر مدرسه برود.
- این زره در فیلم مرد عنکبوتی: راهی به خانه نیست بازمی‌گردد، که طی آن پارکر از آن برای مبارزه با دکتر اختاپوس استفاده می‌کند که فناوری نانو را از او جدا می‌کند و آن را با شاخک‌های مکانیکی خود ادغام می‌کند، اگرچه مرد عنکبوتی از این برای شکست دادن او استفاده می‌کند.

### بازی‌های ویدیویی
- لباس عنکبوت آهنی به عنوان یک لباس غیرقابل قفل در نسخه Wii بازی مرد عنکبوتی: سایه‌های تار ظاهر می‌شود.
- لباس عنکبوت آهنی به عنوان یک لباس جایگزین برای پیتر پارکر / مرد عنکبوتی در مارول: اتحاد نهایی ظاهر می‌شود.
- لباس عنکبوت آهنی به عنوان یک لباس جایگزین قابل باز شدن برای پیتر پارکر / مرد عنکبوتی در مارول: اتحاد نهایی ۲ ظاهر می‌شود.
- لباس عنکبوت آهنی به عنوان یک لباس جایگزین برای مردعنکبوتی ۲۰۹۹ در مرد عنکبوتی: ابعاد شکسته و مرد عنکبوتی: لبه زمان ظاهر می‌شود.
- لباس عنکبوت آهنی به عنوان یک لباس جایگزین برای پیتر پارکر / مرد عنکبوتی در مارول در برابر کپ‌کام ۳: سرنوشت دو جهان ظاهر می‌شود.
- لباس عنکبوت آهنی به عنوان یک لباس جایگزین برای پیتر پارکر / مرد عنکبوتی در اتحاد انتقام‌جویان مارول ظاهر می‌شود.
- لباس عنکبوت آهنی در مرد عنکبوتی نامحدود با نسخه MCU و تجسم مری جین واتسون در به‌روزرسانی‌های بعدی ظاهر می‌شود.
- آماندوس چو / عنکبوت آهنی به عنوان یک شخصیت DLC در لگو انتقام‌جویان مارول ظاهر می‌شود.
- مری جین واتسون / عنکبوت آهنی در آکادمی انتقام‌جویان مارول ظاهر می‌شود.
- لباس عنکبوت آهنی به عنوان یک لباس جایگزین برای پیتر پارکر / مرد عنکبوتی در مارول در برابر کپ‌کام: بی‌نهایت ظاهر می‌شود.
- لباس MCU عنکبوت آهنی به عنوان یک لباس جایگزین قابل باز شدن برای پیتر پارکر / مرد عنکبوتی در مرد عنکبوتی مارول ظاهر می‌شود، با نسخه کمیک لباس بعداً به عنوان بخشی از DLC «مرد عنکبوتی: شهری که هرگز نمی‌خوابد» منتشر شد.